# 12 av. J.-C.
Cette page concerne l'année 12 av. J.-C. du calendrier julien.

## Événements

### Événements astronomiques
- 12 octobre : passage de la comète de Halley[1].

### Événements historiques
- 6 mars : Auguste est élu pontifex maximus à Rome, réunissant ainsi les pouvoirs civils qu'il possédait au pouvoir religieux[2].
  - Auguste pontife s'efforce de restaurer les anciens cultes romains délaissés à cause de la poussée du scepticisme et des cultes orientaux. Il relève les temples anciens (82 pour la seule ville de Rome) et en construit de nouveaux. Il ressuscite les anciens collèges religieux des Frères Arvales, des Luperques, des Saliens et les vieilles cérémonies comme l'Augure du Salut (augurium salutis), les Lupercales.
- 28 avril : dédicace du temple et de l'autel de Vesta dans la maison d'Auguste[2].
- 1er août : réunion des notables gaulois au Confluent (Ad confluentem, confluent du Rhône et de la Saône, c'est-à-dire à Lugdunum)[3]. Instauration du « conseil des trois Gaules » et dédicace du Sanctuaire fédéral des Trois Gaules où il se réunit. Des autels du culte impérial sont établis par Drusus à Lugdunum (Lyon) et à Cologne.

- Début de la deuxième guerre de Germanie (fin en 9 av. J.-C.)[4]. Les Romains creusent un canal Rhin - lac Flevo - Mer du Nord[5] par l'Yssel ; Drusus lance une flotte à l'assaut de la Frise qu'il soumet jusqu'à l'embouchure de l'Ems[6].
- Fondation par Drusus de la cité d'Argentoratum (aujourd'hui Strasbourg), alors un simple camp militaire fortifié positionné sur le limes[7].

- Début de la guerre de Pannonie, menée par Tibère (fin en 9 av. J.-C.)[4].
- Renouvellement pour cinq ans de l'imperium d'Auguste[8].
- Segóbriga en Tarraconaise devient un municipe de droit romain (12-14 av. J.-C.)[9].

## Naissances en 12 av. J.-C.
- Agrippa Postumus fils posthume de Marcus Vipsanius Agrippa et de Julia, fille de l'empereur Auguste.

## Décès en 12 av. J.-C.
- 12 mars : Marcus Vipsanius Agrippa, général et homme politique romain.